# Ala-ud-Din Masud Shah
Ala ud-Din Masud Shah (tiếng Ba Tư: علاء الدین مسعود شاه; mất ngày 10 tháng 6 năm 1246, trị. 1242–1246 ) là sultan thứ bảy cai trị Vương quốc Hồi giáo Delhi.